# ميرون فان بريدرود
ميرون فان بريدرود (بالهولندية: Myron van Brederode) (مواليد 6 يوليو 2003) هو لاعب كرة قدم هولندي محترف يلعب كجناح لنادي إي زد ألكمار.